# Джайпурхат-Садар
Джайпурхат-Садар (бенг. জয়পুরহাট সদর, англ. Jaypurhat Sadar) — подокруг на севере Бангладеш. Входит в состав округа Джайпурхат. Образован в 1918 году. Административный центр — город Джайпурхат. Площадь подокруга — 238,54 км². По данным переписи 1991 года численность населения подокруга составляла 225 271 человек. Плотность населения равнялась 944 чел. на 1 км². Уровень грамотности населения составлял 33,1 %. Религиозный состав: мусульмане — 86,06 %, индуисты — 11,97 %, христиане — 0,29 %, прочие — 1,97 %.